# Betylobracon waterhousei
Betylobracon waterhousei är en stekelart som beskrevs av Vladimir Ivanovich Tobias 1979. Betylobracon waterhousei ingår i släktet Betylobracon och familjen bracksteklar. Inga underarter finns listade.